# Hans Gardthausen
Hans Gardthausen (* 22. Oktober 1776 in Jevenstedt; † 4. November 1845 in Kappeln) war ein deutscher Lehrer, Zollverwalter und Schriftsteller.

## Leben und Wirken
Gardthausen besuchte von 1792 bis 1795 das Seminar für Schullehrer unter der Leitung von Heinrich Müller. Danach arbeitete er in Kopenhagen als Hauslehrer bei Gräfin Constance Bernstorff, geborene Knuth-Gyldensteen. 1797 wechselte er als erster Lehrer an eine Freischule, die die „Gesellschaft freiwilliger Armenfreunde“ in Kiel geschaffen hatte. Neben der Lehrtätigkeit schrieb er 1802 das Sachlesebuch „Neue Hesperiden“ sowie zwischen 1802 und 1804 ein vier Bände umfassendes Handbuch für Lehrer. Diese Bücher hielt er im Stil des aufklärerisch-ultilitaristischen Unterrichts.
Ab 1801 studierte Gardthausen Rechts- und Kameralwissenschaften an der Universität Kiel. Hier lernte er Dietrich Hermann Hegewisch und August Christian Niemann kennen. Die Spätaufklärer legten ihm nahe, die „Historisk-statistisk Skildring af Tilstanden i Danmark og Norge i ældre og nyere Tider“ des Dänen Rasmus Nyerup aus dem Jahr 1803 ins Deutsche zu übersetzen. Gardthausen veröffentlichte diese 1804 als „Kulturgeschichte von Dänemark“.
Nach Studienende arbeitete Gardthausen ab 1804 als Volontär bei der Rentekammer in Kopenhagen. 1806 wechselte er als Revisor des Stadtrechnungswesens an die Deutsche Kanzlei. 1809 ging er als Zollverwalter nach Kappeln. Auf eigenen Wunsch erhielt er von der Gottorfer Oberdirektion die Stelle des Gerichtsaktuars. Er war somit zuständig für administrative, justizielle und polizeiliche Angelegenheiten. Aufgrund dieser zahlreichen Aufgaben hatte er weitreichenden Einfluss auf die Entwicklung Kappelns. 1813 wurde er zum Kammerrat und 1828 zum Wirklichen Justizrat berufen.

## Werke
Gardthausen schuf insbesondere Gelegenheitslyrik und Übersetzungen aus dem Dänischen. Er übersetzte Werke von Bernhard Severin Ingemann und Adolph Wilhelm Schack von Staffeldt. 1811 gehörte er zu den Herausgebern des Taschenbuchs „Verona“, das in Altona erschien. Von 1823 bis 1826 gab er den Almanach „Eidora“ heraus, mit dem der Patriotismus im Sinne des Gesamtstaates gefördert werden sollte. Der Autor lobte christliche Tugendideale, verklärte Herrschaftsformen des Mittelalters und ländlich-patriarchalische Lebensumstände. Damit wollte er soziale und nationale Probleme seiner Zeit ideell entschärfen. Somit wandte er sich von der Aufklärung, der er zuvor angehört hatte, ab und dem militanten Neuluthertum von Ernst Wilhelm Hengstenberg zu.

## Familie
Gardthausen heiratete am 15. Mai 18150 in erster Ehe Friedericke Justine Elisabeth, geborene Gardthausen (* 24. Mai 1785 in Gieschenhagen; † 29. Juli 1826 in Kappeln). Ihr Vater Christian Liebmann Gardthausen (1747–1811) arbeitete als Zahnarzt in Segeberg und war verheiratet mit Anna Christine Elisabeth, geborene Lundt (1764–1850). Aus dieser Ehe ging die Tochter Holdy Anna Constantia (1811–1848) hervor, die die Mutter des Schriftstellers Julius Stinde wurde.
Nach dem Tod seiner ersten Ehefrau heiratete Gardthausen am 14. Mai 1828 Juliana Maria Christina, geborene Gardthausen (* 25. März 1790 in Gieschenhagen; † 29. Mai 1871 in Kappeln). Diese war eine Schwester seiner ersten Ehefrau. Die Ehe blieb kinderlos.
Einer außerehelichen Beziehung mit einer Frau mit dem Nachnamen Thyberg, verheiratete Collin, entstammte der Schriftsteller Gustav Gardthausen.